# مولداوین ایرلاینز
مولداوین ایرلاینز (به انگلیسی: Moldavian Airlines) یک شرکت هواپیمایی با کد یاتا 2M است که در تاریخ ۱۹۹۴ میلادی تأسیس شده‌است. دفتر مرکزی مولداوین ایرلاینز در فرودگاه بین‌المللی کیشیناو واقع شده‌است.